# Parc national de Kalkalpen
Le parc national de Kalkalpen ou Nationalpark Kalkalpen (littéralement : parc national des Alpes calcaires) est un parc national d'Autriche situé en Haute-Autriche. Il est fondé en 1997, sur une superficie de 208,25 km2.
Il est désigné site Ramsar depuis le 2 février 2004. Les anciennes forêts de hêtres du parc national ont été ajoutées au site du patrimoine mondial de l’UNESCO connu sous le nom de forêts primaires de hêtres des Carpates et d’autres régions d’Europe, en raison de leur nature intacte et de leur témoignage de l’histoire écologique de l’Europe depuis la dernière période glaciaire.

## Description
Le parc contient la plus grande zone boisée d’Europe centrale, ainsi que la plus grande région karstique d’Autriche. Les quatre cinquièmes du parc sont boisés. On compte plus de 200 km de ruisseaux préservés et 800 sources. Plus de 70 grottes ont été découvertes.
Le parc possède de nombreux sentiers de randonnée, de VTT et d’équitation. L’ancien chemin de fer de la vallée de Steyr traverse le parc dans la région de Molln. En hiver, il y a des randonnées en raquettes et des pistes de ski alpin.
Par temps clair, 21 sommets de 2 000 mètres (6 600 pieds) ou plus d’altitude peuvent être vus de la tour panoramique de Wurbauerkogel.

## Faune
Le parc abrite environ 30 espèces de mammifères, 80 oiseaux nicheurs et 1500 espèces de papillons. Le monde végétal compte plus de 1000 espèces différentes de plantes à fleurs, de fougères et de mousses. Sur les plus de 850 espèces végétales détectées dans le parc, 102 figurent sur la liste rouge des plantes menacées de Haute-Autriche.
Les espèces de mammifères en voie de disparition comprennent les loutres, les loirs et de nombreuses espèces de chauves-souris. Il existe des preuves individuelles de la présence d’ours bruns, de lynx et de castors. Le parc est l’habitat de nombreuses espèces d’oiseaux qui figurent sur la liste rouge en Autriche, notamment : grand tétras, faucon hobereau, tétras-lyre, martin-pêcheur, héron cendré, autour des palombes, gelinotte des bois, pigeon columbin, circaète Jean-le-Blanc, cigogne noire, aigle royal, épervier, hibou grand-duc, bécasse, faucon pèlerin, cincle plongeur, pic à dos blanc, bondrée apivore, pipit des prés, engoulevent d’Amérique et gobemouche nain. 
Les reptiles menacés dans le parc comprennent : la couleuvre d’Esculape, le lézard des souches, le serpent lisse, la vipère et la couleuvre à collier. 

## Galerie

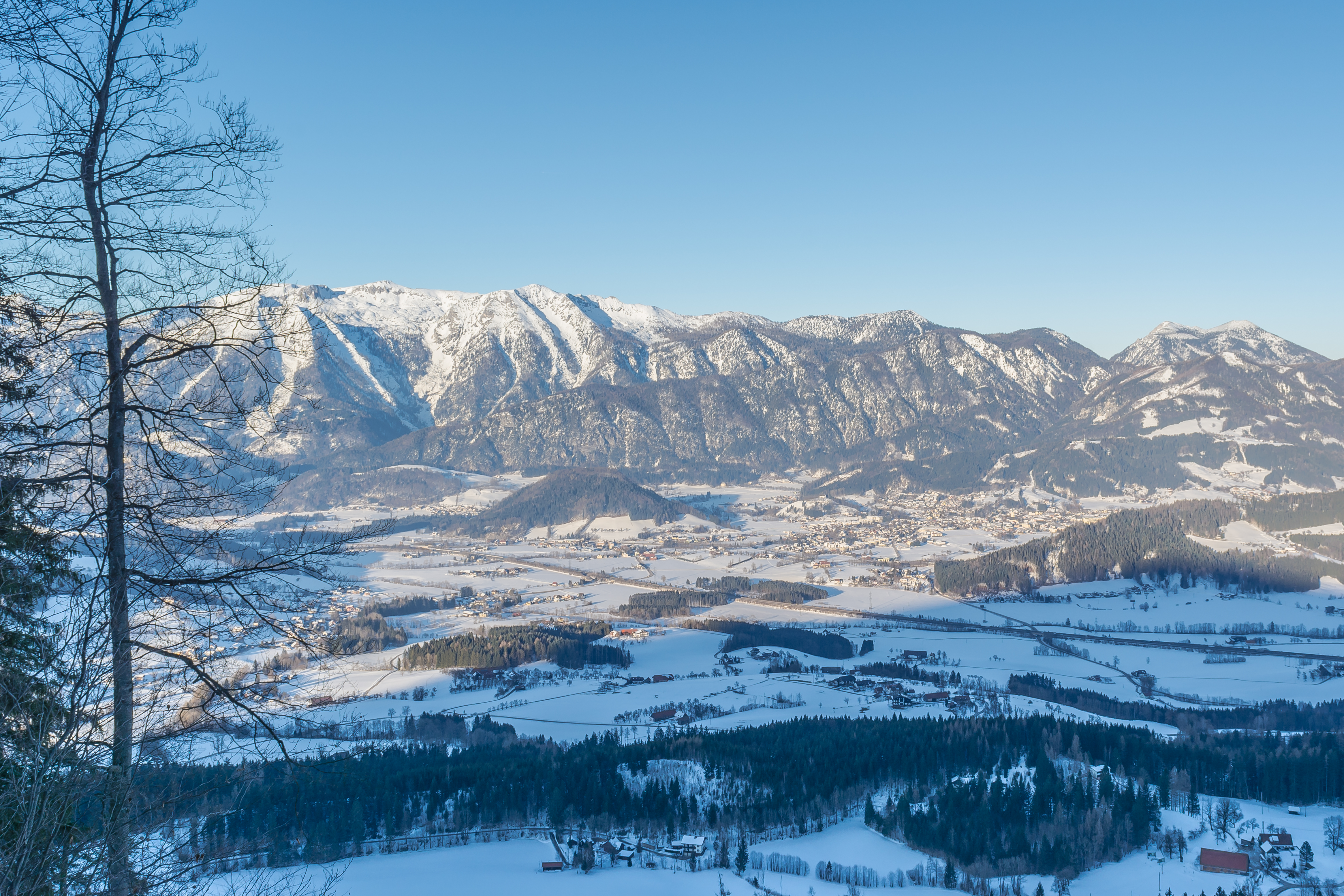
Vue de Windischgarsten.
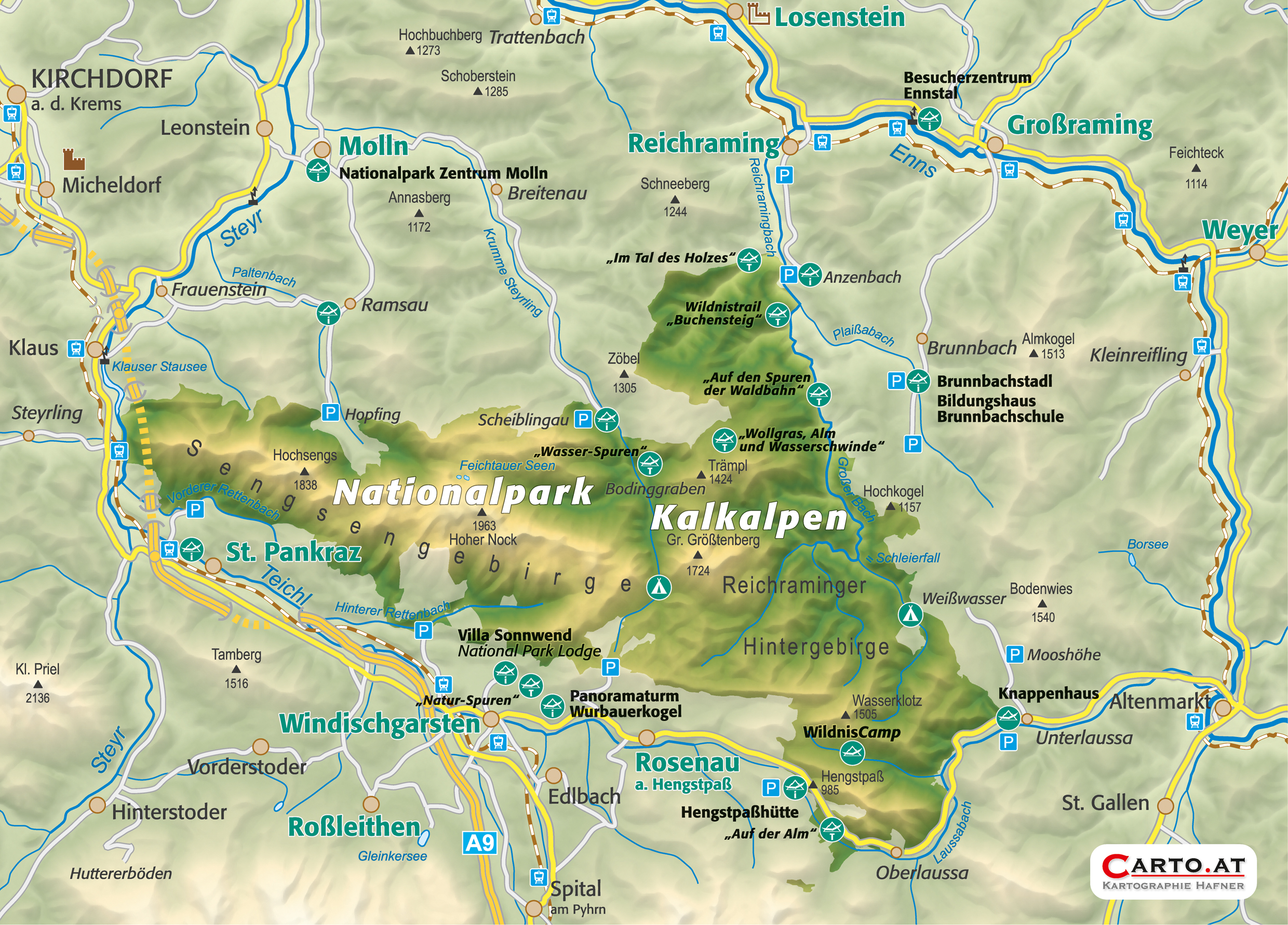
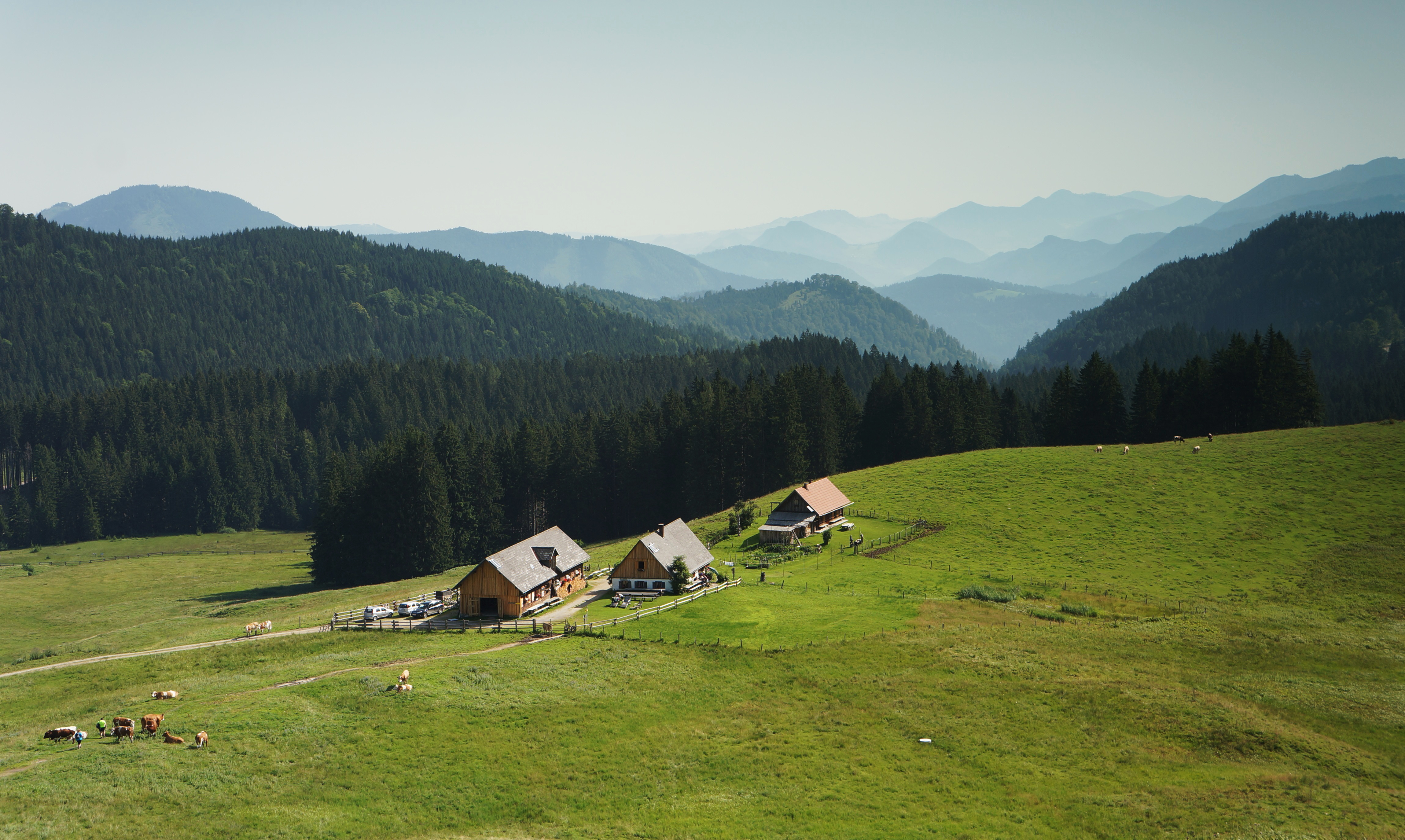
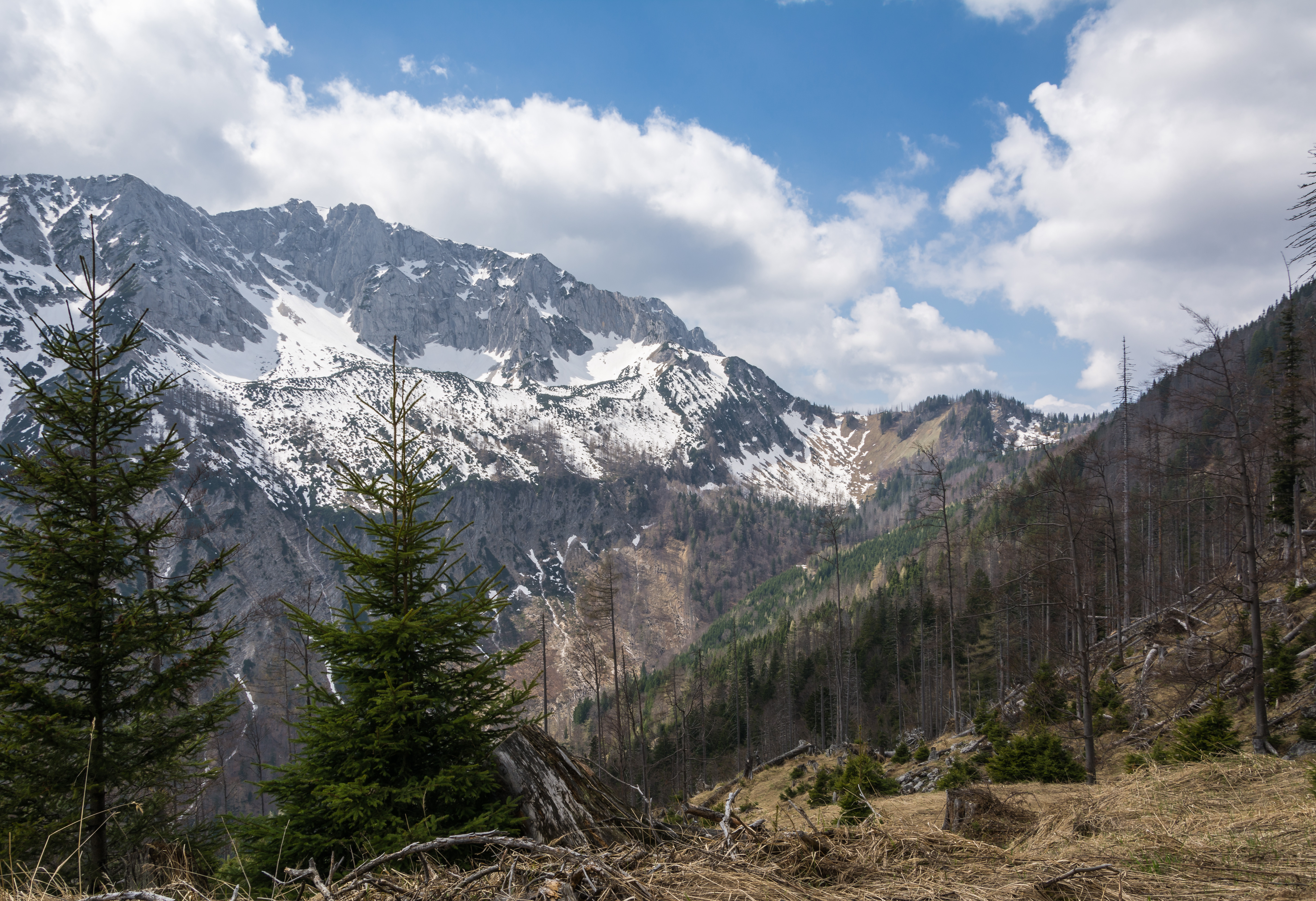
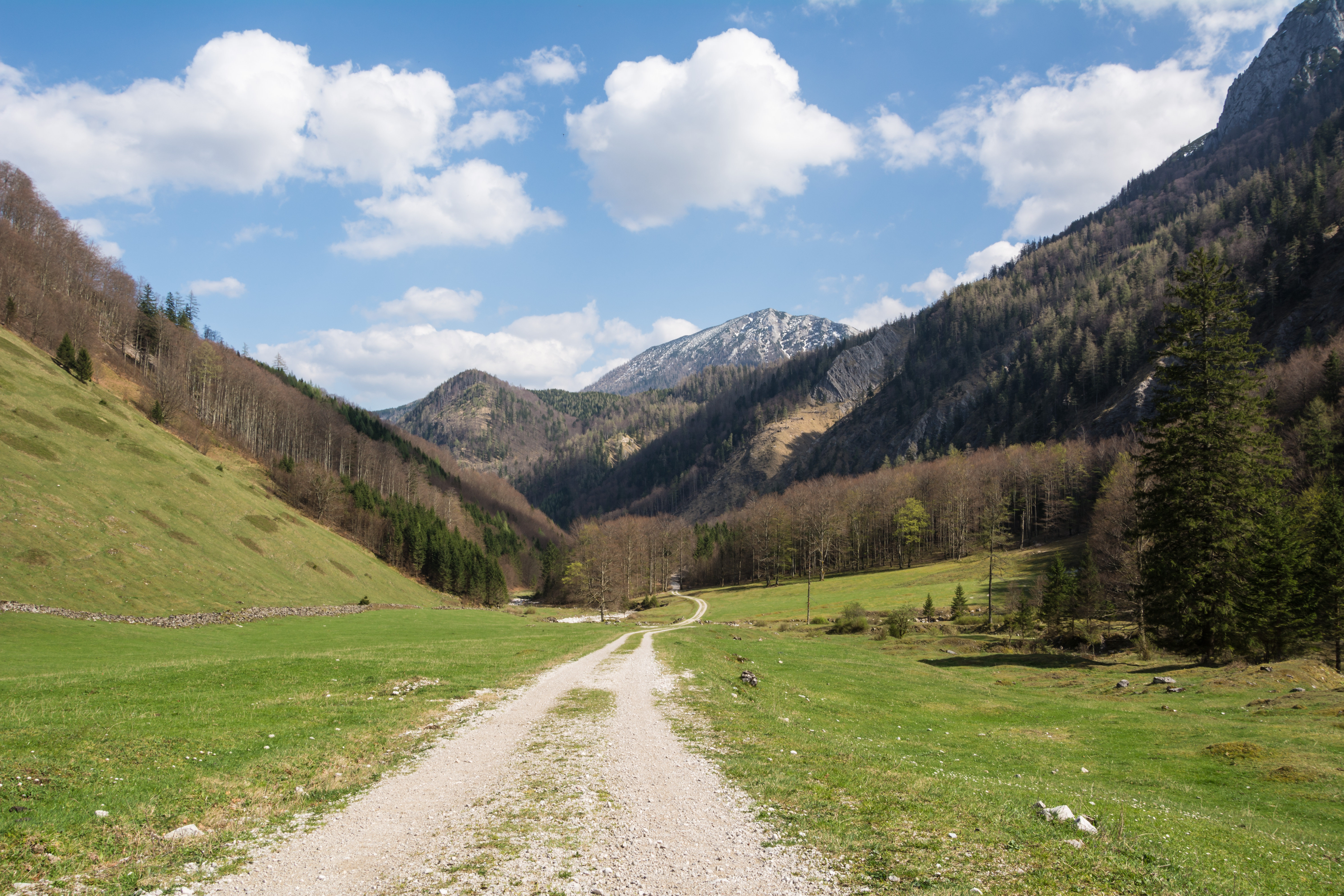
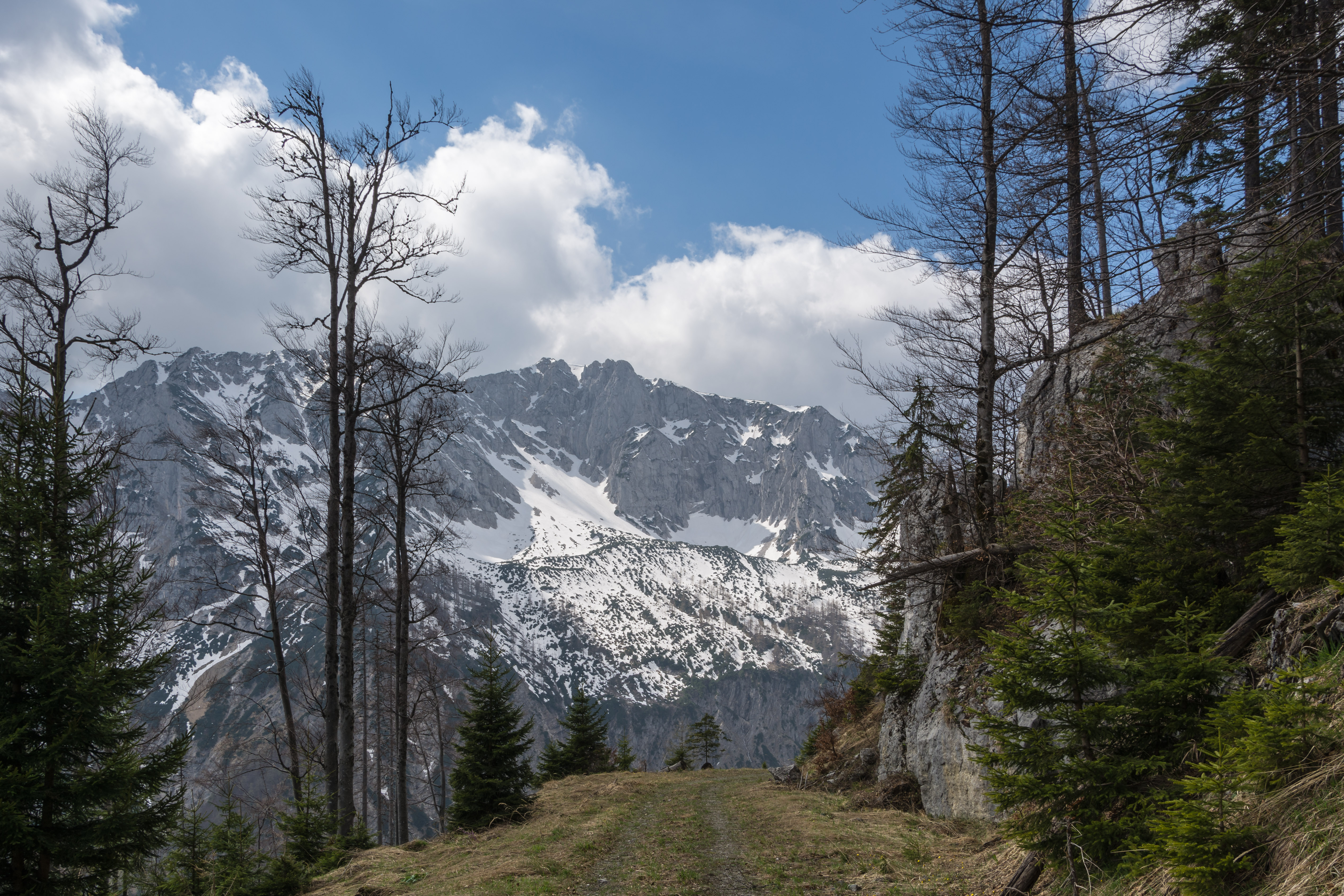
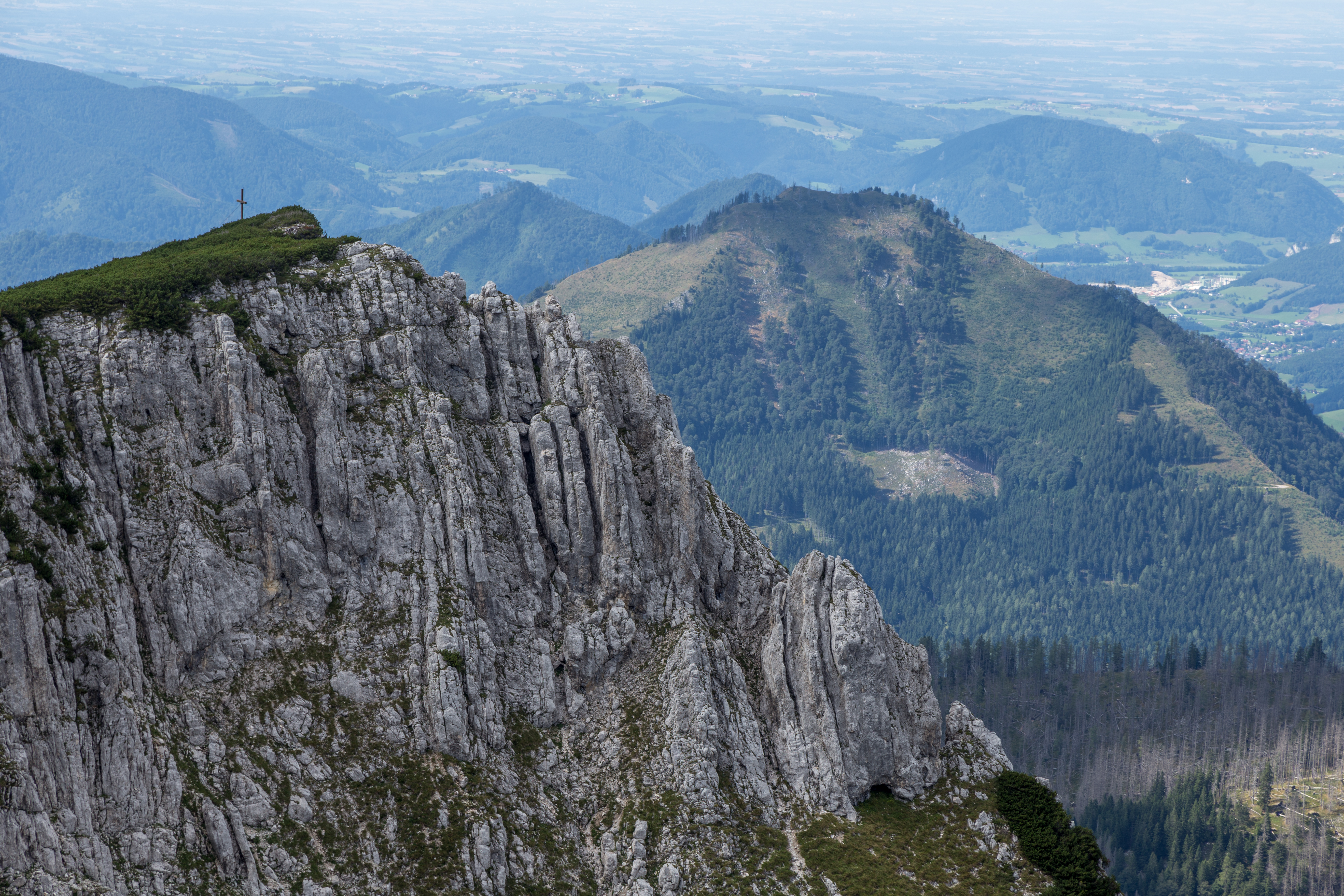